# Сефиза
Сефиза или сефиза двухцветная (лат. Sephisa princeps) — вид дневных бабочек из семейства нимфалиды. Встречается в Китае, Корее и других регионах восточной Азии, а также Приморском крае России. В нём находится на северной границе своего ареала, образуя немногочисленные локальные популяции.  

## Описание
Длина переднего крыла 34—36 мм. Размах крыльев 65—70 мм. Верхняя сторона крыльев самца жёлто-оранжевая или красновато-коричневая с рисунком, образованным тёмно-коричневыми пятнами и полосами. Нижняя сторона крыльев похожа на верхнюю, но у вершины передних крыльев, в прикорневой и средней частях задних крыльев находятся продольные белые пятна. У самки на крыльях вместо жёлто-оранжевых и красновато-коричневых — белые элементы рисунка, за исключением пятна в срединной ячейке переднего крыла. 

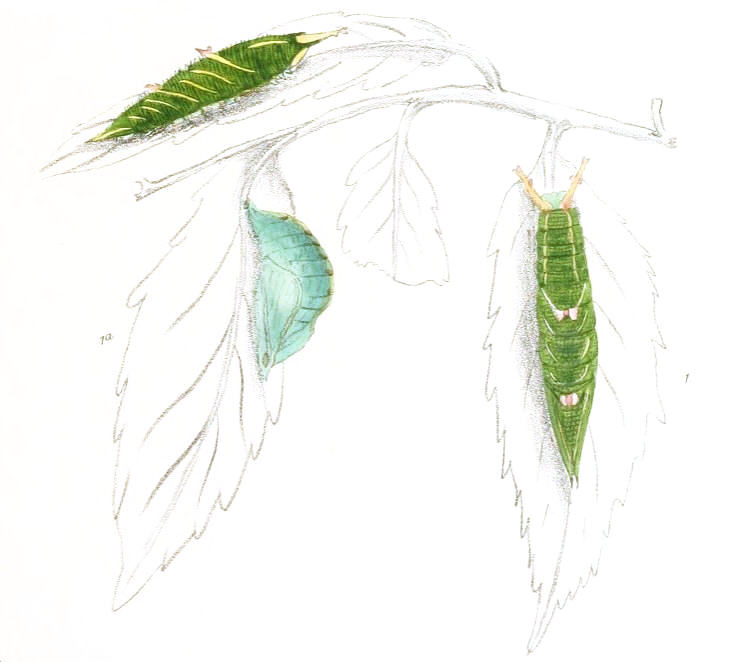
Рисунок гусениц и куколки

## Распространение
Юг Приморского края России, Северная Индия, Непал, Северный Таиланд, Китай и Корея.
Населяет смешанные и широколиственные леса. Предпочитает чернопихтовые леса.

## Биология
За год развивается одно поколение. Время лёта бабочек - с середины июля до второй декады августа. Самцы чаще всего встречаются на грунтовых дорогах в лесу, самки летают в кронах деревьев. Они очень редко спускаются на землю, и встречаются крайне редко. Бабочек привлекают испражнения животных и переспевшие фрукты.

## Жизненный цикл
Гусеницы монофаги — трофически связаны с дубами. В России питаются на дубе монгольском. Гусеницы зелёного цвета с красными пятнами между спинными шипами и двумя остриями на анальном сегменте, слизневидные. При питании располагаются на листьях кормового растения вдоль главных жилок, что характерно для данного вида. Стадия гусеницы протекает в июне — начале июля.